# Преобразование Меллина
Преобразование Меллина — преобразование, которое можно рассматривать как мультипликативную версию двустороннего преобразования Лапласа. Это интегральное преобразование тесно связано с теорией рядов Дирихле и часто используется в теории чисел и в теории асимптотических разложений. Преобразование Меллина тесно связано с преобразованием Лапласа и преобразованием Фурье, а также теорией гамма-функций и теорией смежных специальных функций.
Преобразование названо по имени исследовавшего его финского математика Ялмара Меллина.

## Определение
Прямое преобразование Меллина задаётся формулой:
{\displaystyle \left\{{\mathcal {M}}f\right\}(s)=\varphi (s)=\int \limits _{0}^{\infty }x^{s-1}f(x)dx}.
Обратное преобразование — формулой:
{\displaystyle \left\{{\mathcal {M}}^{-1}\varphi \right\}(x)=f(x)={\frac {1}{2\pi i}}\int \limits _{c-i\infty }^{c+i\infty }x^{-s}\varphi (s)\,ds}.
Предполагается, что интегрирование происходит в комплексной плоскости. Условия, при которых можно делать преобразование, совпадают с условиями теоремы обратного преобразования Меллина.

## Связь с другими преобразованиями
Двусторонний интеграл Лапласа может быть выражен через преобразование Меллина:
{\displaystyle \left\{{\mathcal {B}}f\right\}(s)=\left\{{\mathcal {M}}f(-\ln x)\right\}(s)}.
И наоборот: преобразование Меллина выражается через преобразование Лапласа формулой:
{\displaystyle \left\{{\mathcal {M}}f\right\}(s)=\left\{{\mathcal {B}}f(e^{-x})\right\}(s).}
Преобразование Фурье может быть выражено через преобразование Меллина формулой:
{\displaystyle \left\{{\mathcal {F}}f\right\}(-s)=\left\{{\mathcal {B}}f\right\}(-is)=\left\{{\mathcal {M}}f(-\ln x)\right\}(-is)}.
Обратно:
{\displaystyle \left\{{\mathcal {M}}f\right\}(s)=\left\{{\mathcal {B}}f(e^{-x})\right\}(s)=\left\{{\mathcal {F}}f(e^{-x})\right\}(is)}.
Преобразование Меллина также связывает интерполяционные формулы Ньютона или биномиальные преобразования с производящей функцией последовательности с помощью цикла Пуассона — Меллина — Ньютона.

## Примеры

### Интеграл Каэна — Меллина
Если:
- {\displaystyle c>0,}
- {\displaystyle \Re (y)>0,}
- {\displaystyle y^{-s}} на главной ветви[англ.],

то
{\displaystyle e^{-y}={\frac {1}{2\pi i}}\int \limits _{c-i\infty }^{c+i\infty }\Gamma (s)y^{-s}\;ds},
где
{\displaystyle \Gamma (s)} — гамма-функция.
Назван по именам Ялмара Меллина и французского математика Эжена Каэна (фр. Eugène Cahen).

## Преобразование Меллина для лебегова пространства
В гильбертовом пространстве преобразование Меллина задаётся несколько иначе. Для лебегова пространства {\displaystyle L^{2}(0,\infty )} любая фундаментальная полоса включает в себя {\displaystyle {\tfrac {1}{2}}+i\mathbb {R} }. В связи с этим возможно задать линейный оператор {\displaystyle {\tilde {\mathcal {M}}}} как:
{\displaystyle {\tilde {\mathcal {M}}}\colon L^{2}(0,\infty )\to L^{2}(-\infty ,\infty ),\{{\tilde {\mathcal {M}}}f\}(s):={\frac {1}{\sqrt {2\pi }}}\int \limits _{0}^{\infty }x^{-{\frac {1}{2}}+is}f(x)\,dx}.
То есть:
{\displaystyle \{{\tilde {\mathcal {M}}}f\}(s):={\tfrac {1}{\sqrt {2\pi }}}\{{\mathcal {M}}f\}({\tfrac {1}{2}}-is)}.
Обычно этот оператор обозначается {\displaystyle {\mathcal {M}}} и называется преобразованием Меллина, но здесь и в дальнейшем мы будем использовать обозначение {\displaystyle {\tilde {\mathcal {M}}}}.
теоремы обратного преобразования Меллина показывает, что
{\displaystyle {\tilde {\mathcal {M}}}^{-1}\colon L^{2}(-\infty ,\infty )\to L^{2}(0,\infty ),\{{\tilde {\mathcal {M}}}^{-1}\varphi \}(x)={\frac {1}{\sqrt {2\pi }}}\int \limits _{-\infty }^{\infty }x^{-{\frac {1}{2}}-is}\varphi (s)\,ds.}
Кроме того, этот оператор изометричен, то есть
{\displaystyle \|{\tilde {\mathcal {M}}}f\|_{L^{2}(-\infty ,\infty )}=\|f\|_{L^{2}(0,\infty )}} для {\displaystyle \forall f\in L^{2}(0,\infty )}.
Это объясняет коэффициент {\displaystyle {\frac {1}{\sqrt {2\pi }}}}

## Связь с теорией вероятностей
В теории вероятностей преобразование Меллина является важным инструментом для изучения распределения случайных величин.
Если:
- {\displaystyle D=\{s:a\leqslant \Re (s)\leqslant b\},}
- {\displaystyle a\leqslant 0\leqslant b,}
- {\displaystyle X} — случайная величина,
- {\displaystyle X^{+}=\max\{X,0\},}
- {\displaystyle X^{-}=\max\{-X,0\},}

то преобразование Меллина определяется как:
{\displaystyle {\mathcal {M}}_{X}(s)=\int \limits _{0}^{\infty }x^{s}dF_{X^{+}}(x)+i\int \limits _{0}^{\infty }x^{s}dF_{X^{-}}(x),}
где {\displaystyle i} — мнимая единица.
Преобразование Меллина {\displaystyle {\mathcal {M}}_{X}(it)} случайной величины {\displaystyle X} однозначно определяет её функцию распределения {\displaystyle F_{x}}.

## Применение
Преобразование Меллина особенно важно для информационных технологий, особенно для распознавания образов.